# Prokonzul
Prokonzul, (latinsko proconsul), je bil pri starih Rimljanih upravnik in vojaški poveljnik province (bivši konzul), ki je po izteku svoje službe odšel v provinco. Z reformami, ki jih je uvedel cesar Avgust so v t. i. prokonzularnih provincah, ki jih je upravljal Senat, prokonzuli opravljali samo civilno oblast.
V času francoske revolucije je bil prokonzul vladni civilni komisar pri nekaterih vojaških enotah. V prenesenem smislu, guverner ki, brez kontrole, despotsko izvaja oblast posebno v kolonijah.